# 6330 Koen
6330 Koen è un asteroide della fascia principale. Scoperto nel 1992, presenta un'orbita caratterizzata da un semiasse maggiore pari a 2,2133253 UA e da un'eccentricità di 0,1194759, inclinata di 1,41424° rispetto all'eclittica.